# العلاقات المصرية المنغولية
العلاقات المنغولية المصرية تشير إلى العلاقات الثنائية بين دولة منغوليا ودولة مصر.
تعود العلاقات إلى الحروب التي دارت بين مصر والامبراطورية المغولية 1260 - 1335، وكانت العلاقات الثنائية الحقيقة في عام 1964. ويوجد في مصر سفارة تابعة لدولة منغوليا وهي تعتبر السفارة الوحيدة في قارة افريقيا لدولة منغوليا، ووقعت الدولتين على العديد من الاتفاقيات الثنائية بينهما.

## تاريخ العلاقات
ربط طريق الحرير الحضارات القديمة لمصر والصين، مرورا بمنغوليا. ربما تم جلب الحرير إلى مصر عبر هذا الطريق منذ 3000 عام.
أنشأت إمبراطورية المغول، التي أسسها جنكيز خان (حوالي 1162-1227 م)، سلطة سياسية موحدة عبر طول طريق الحرير من بكين إلى بغداد بحلول عام 1258. [5] بعد الاستيلاء على بغداد من قبل Hulagu خان، تقدم المغول إلى سوريا وفلسطين. مع احتلال قوات هولاكو الرئيسية في أماكن أخرى، هزم جيش مملوكي صغير نسبيا بقيادة الجيش المملوكي المصري في معركة عين جالوت في عام 1260. [6] وصفت المباراة بأنها واحدة من أهم المعارك في تاريخ العالم، والتحقق من التوسع الإضافي للإمبراطورية المغولية باتجاه الجنوب الغربي والتأثير العميق على
المسار المستقبلي للتاريخ العربي والأوروبي. [7]
بحري إمبراطورية المماليك في أقصى حدودها. يشير الأزرق إلى Ilkhanates.
يقودها منتصر عين جالوت، السلطان بيبرس، قامت القوات المصرية بسياسة عدوانية تجاه المغول، تقدمت عبر مملكة كيليكيا الأرمينية لمهاجمة وهيمنة سلطانية روم التي يهيمن عليها المغول في معركة البستان (1277 م). . استمرت الحرب المتفرقة. انتصر المماليك في معركة حمص الثانية (1281) ضد جيوش عباقة خان. هزم المغول المماليك في عام 1299 في معركة وادي الخازندار، واستعاد المماليك صعودهم في معركة مرج الصفار في عام 1303. ولم يوقع الجانبان معاهدة سلام حتى عام 1323.
بعد انهيار إله المنغول في عام 1335، لم يكن لدى المماليك صعوبة تذكر في احتواء قوى الدولة المغولية التي خلفت الجالايريين في بلاد ما بين النهرين والبقليات التركية الأناضولية [8] [9] [10] [11] [12] [13] [14] [15] في آسيا الصغرى - على الرغم من أن واحد من أصغر Beyliks ، أن من عثمان الأول في شمال غرب آسيا الصغرى، في وقت لاحق أصبح نواة للإمبراطورية العثمانية، والتي تحت حكم سليم كان ليغزو مصر في معركة Ridaniya في 1517
في عام 1401 ظهر تهديد مغولي جديد في شخص تيمورلورن، الذي غزا سوريا (التي كانت آنذاك جزءًا من السلطنة المملوكية) بجيش ضخم وأقال حلب ودمشق، ذبحا السكان. قاتل المماليك ولكنهم اضطروا إلى التقاعد إلى مصر، وتجنبوا الهزيمة فقط عندما تحرك تيمور إلى الشرق استعدادًا لهجوم على الصين، يموت في عام 1405 قبل أن يتمكن من العودة لاستكمال احتلاله للشرق الأوسط. كانت هذه هي المرة الأخيرة التي تتعرض فيها مصر للتهديد من جانب المغول. [16]
بعد أن استولت الإمبراطورية العثمانية على مصر عام 1517، لم تستعد استقلالها الكامل حتى الثورة المصرية عام 1952 بقيادة جمال عبد الناصر. خلال فترة رئاسة عبد الناصر لمصر، تم تأسيس العلاقات الرسمية بين الدول الحديثة في مصر ومنغوليا في عام 1964. [2]

## الزيارات والاتفاقيات الرسمية الأخيرة
- في يونيو 2001، زار وفد برلماني منغولي مصر، والتقى برئيس الجمعية الوطنية في مصر. [17] وقعت المجموعة اتفاقية تعاون مع مصر، ووافقت على زيادة عدد الطلاب المنغوليين الذين يحضرون دورات في مصر
- في ديسمبر 2003، التقى وزير خارجية مصر بنظيره المنغولي. [19]
- قام الرئيس المنغولي ناتساجين باجاباندي بزيارة رسمية لمصر في أبريل 2004 حيث التقى بالرئيس المصري حسني مبارك. ناقش الزعيمان المشاكل في فلسطين والعراق، كما ناقشا سبل تعزيز العلاقات الثنائية. [20] وفي وقت لاحق من الزيارة، وقع البلدان على بروتوكول تنفيذي للتعاون الثقافي والاتفاقيات المتعلقة بالخدمات الجوية والتعاون الاقتصادي وحماية الاستثمارات
- في عام 2005، زار وزير الخارجية المصري أحمد أبو الغيط منغوليا، حيث بدأ التخطيط لزيارات متبادلة لوزراء المالية في البلدين.
- في مارس 2007، زار وزير التعاون الدولي المصري أولان باتور حيث التقى مع رئيس الوزراء المنغولي Miyeegombyn Enkhbold
- في أكتوبر 2008، زار الأمين العام للصندوق المصري للتعاون الفني مع الكومنولث أولانباتار حيث التقى بالوزراء وناقش التعاون المعزز بين مصر ومنغوليا. وقال المسؤولون المنغوليون إنهم يرحبون بالدعم التقني الذي يقدمه الصندوق في التدريب والفوائد الاقتصادية الأخرى

## التعاون الامنى
في عام 2001، أرسلت منغوليا رجال شرطة إلى مصر لحضور دورات تدريبية بشأن مكافحة الإرهاب ومنع الاتجار بالمخدرات ([25]). في عام 2008، زار المسؤولون المنغوليون مصر للحصول على معلومات حول دور مسؤولي مكافحة الفساد

## الجالية المنغولية
هناك عدد قليل من المغتربين المنغوليين في مصر، بما في ذلك الطلاب الكازاخستانيون من مقاطعة بيان-أولجي، ومقاطعة يوف، وناليخ دوغريغ من أولانباتار الذين يدرسون اللاهوت في جامعة الأزهر. [27] خلال الثورة المصرية عام 2011، وضعت الحكومة المنغولية في البداية خططًا لإخلاء 47 من المواطنين المنغوليين في البلاد إلى الكويت، ولكن في النهاية خصص 143.9 مليون طن ماليزي لإعادة إعادتهم إلى منغوليا.